# Vaso Butozan
Vaso Butozan (srbsko Васо Бутозан), srbski (bosansko-hercegovski) veterinar, častnik, politik in akademik, * 5. december 1902, † 15. maj 1974.

## Življenjepis
Osnovno in srednjo šolo je končal v Pančevu. Leta 1931 je doktoriral na zagrebški Veterinarski fakulteti, kjer se je zaposlil sprva kot asistent; pozneje je postal redni profesor.
Leta 1939 je postal član KPJ. V NOVJ je sodeloval vse od ustanovitve. Sprva je bil politični komisar 3. krajiškega odreda, nato pa je bil sanitetni referent Operativnega štaba NOP in DV za Bosansko krajino ter 1. bosanskega korpusa, načelnik Oddelka za kmetijstvo, veterinarstvo pri ZAVNO BiH. Od leta 1943 je bil član Oblastnega NOO za Bosansko krajino, pozneje pa član Predsedništva ZAVNO BiH in AVNOJ ter CK SK BiH.
Po vojni je nadaljeval z delom tako na znanstvenem kot političnem področju. Leta 1949 je postal prvi rektor Univerze v Sarajevu ter prvi predsednik Akademije znanosti in umetnosti Bosne in Hercegovine. 7. februarja 1967 je postal dopisni član Slovenske akademije znanosti in umetnosti; bil je tudi redni član Akademije znanosti v New Yorku, član Stalne komisije Svetovne veterinarske zveze in redni član Svetovne organizacije za zdravje živali. Na političnem področju je bil sprva asistent ministra za kmetijstvo, nato minister za kmetijstvo ter na koncu minister za znanost in kulturo.
Danes se po njem imenuje tudi Veterinarski inštitut Republike srbske.

## Odlikovanja
- Red bratstva in enotnosti
- Red ljudske osvoboditve
- Red zaslug za ljudstvo
- Red za hrabrost
- Partizanska spomenica 1941